# Libellago collarti
Libellago collarti là loài chuồn chuồn trong họ Chlorocyphidae. Loài này được Navas mô tả khoa học đầu tiên năm 1929.